# Dubravica (Čapljina, BiH)
Dubravica je naseljeno mjesto u gradu Čapljini, Federacija BiH, BiH.

## Stanovništvo

### 1991.
Nacionalni sastav stanovništva 1991. godine, bio je sljedeći:
ukupno: 7
- Muslimani - 3
- Srbi - 3
- Hrvati - 1

### 2013.
Na popisu 2013. bilo je bez stanovnika.